# Centrotypus pactolus
Centrotypus pactolus är en insektsart som beskrevs av Buckton. Centrotypus pactolus ingår i släktet Centrotypus och familjen hornstritar. Inga underarter finns listade i Catalogue of Life.